# Șîroke, Hust
Șîroke (în ucraineană Широке) este un sat în comuna Nîjnii Bîstrîi din raionul Hust, regiunea Transcarpatia, Ucraina.

## Demografie
Componența lingvistică a localității Șîroke
     Ucraineană (99,79%)
     Alte limbi (0,21%)
Conform recensământului din 2001, majoritatea populației localității Șîroke era vorbitoare de ucraineană (99,79%), existând în minoritate și vorbitori de alte limbi.